# Thiên Cung 2
Thiên Cung 2 (tiếng Trung: 天宫二号; bính âm: Tiāngōng èrhào; nghĩa đen 'Cung điện Thiên đình 2') Hán Việt: Thiên Cung nhị hiệu là trạm không gian thứ hai của Trung Quốc, phóng đi hồi 22:04:09 giờ địa phương ngày 15 tháng 9 năm 2016 tại Trung tâm Phóng vệ tinh Tửu Tuyền trên sa mạc Gobi, kỳ Ejin, minh Alxa, Khu tự trị Nội Mông, Trung Quốc. Thiên Cung 2 được đưa lên quỹ đạo bởi tên lửa đẩy Vạn lý Trường chinh 2F dùng nhiên liệu N2O4 và H2NN(CH3)2.

## Đặc tính kỹ thuật

Tên lửa Vạn lý Trường chinh 2F

## Ứng dụng
Thiên Cung 2 có mang theo nhiều hàng hóa, trong đó có thể kể đến một số loại nho như Cabernet Sauvignon, Merlot và nho đen Pinot.